# Seyferts sextett

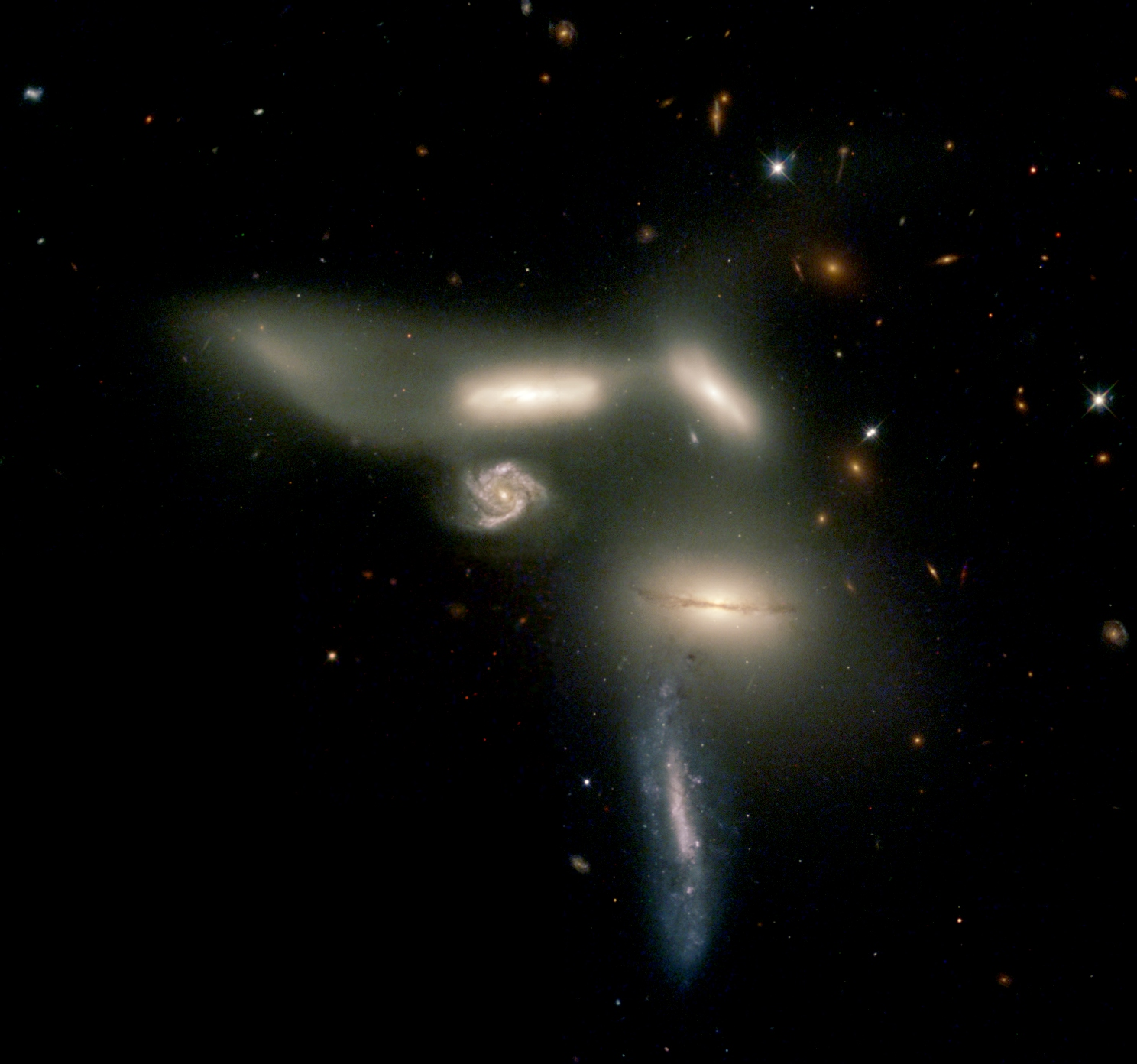
Seyfert sextett fotad med Hubbleteleskopet.

Seyferts sextett är en galaxhop belägen 190 miljoner ljusår bort, i Ormens Huvud i stjärnbilden Ormen. Galaxhopen upptäcktes på 1940-talet av Carl Keenan Seyfert, och ser ut att innehålla sex galaxer. Idag vet man dock att endast fyra galaxer egentligen ingår. En av de galaxer som skenbart ingår, ligger så långt bort att den inte har någon interaktion alls med hopen. Den sjätte medlemmen är i själva verket en del som separerat från av en av de fyra galaxerna. 
Storleken på galaxhopen är cirka 100 000 ljusår, ungefär samma storlek som Vintergatan. Gravitationen i hopen är mycket stark, och man har beräknat att galaxerna kommer att kollidera in i varandra och slutligen bilda en mycket stor elliptisk galax.

## Medlemmar
| Namn      | Typ          | Avstånd från solen (miljoner ljusår) | Magnitud |
| --------- | ------------ | ------------------------------------ | -------- |
| NGC 6027  | S0 pec.      | ~190                                 | +14,7    |
| NGC 6027a | S0 pec.      | ~190                                 | +15,4    |
| NGC 6027b | SAa pec.     | ~190                                 | +15,4    |
| NGC 6027c | SB(S)c       | ~190                                 | +16      |
| NGC 6027d | SB(S)bc pec. | ~190                                 | +15,6    |
| NGC 6027e | SB0 pec.     | ~190                                 | +16,5    |